# First Mission
First Mission is een Nederlandse film uit 2010 van Boris Pavel Conen. De film beleefde zijn première op 25 maart 2010 met in de hoofdrollen Anniek Pheifer en Tygo Gernandt. De film werd onder andere opgenomen in Ciudad del Este, Paraguay en Mborore, Misiones, Argentinië.

## Verhaal
De jonge arts Marina (Anniek Pheifer) begint met haar werk als internationaal medisch hulpverlener in Zuid-Amerika. Ze wordt ondergebracht bij een medisch team geleid door de eveneens Nederlandse Thijs (Mark Rietman) en wordt bijgestaan door de lokale hulpverleners Diego (Ismael Santillán) en Orlando (Leonardo Ramírez) .
Ze krijgen te maken met allerlei moeilijkheden, zoals een tekort aan medicijnen (mede door diefstal door een lokale medewerker), een mijnenveld, waar een jongen waar Marina bevriend mee is getroffen wordt waardoor hij een onderbeen moet missen, soldaten van beide partijen die spullen inpikken, enz.
Marina heeft seks met chauffeur Barry (Tygo Gernandt); tot zijn teleurstelling wil zij het tot die ene keer beperken.
Wegens oplaaiende strijd tussen de guerrillas en regeringstroepen moet het medisch team evacueren. Tegen de regels in neemt Marina de herstellende jongen mee.

## Rolverdeling
- Anniek Pheifer - Marina
- Tygo Gernandt - Barry
- Mark Rietman - Thijs
- Eugenia Lencinas - Carmelita
- Ismael Santillán - Diego
- Leonardo Ramírez - Orlando
- Hector Bordoni - Ziggy
- Javier Moreira - Oli
- Víctor Hugo Carrizo - El Duro
- Matías Desiderio - Pablo
- Cristina Murta - Prudencia
- Michiel Huisman - Wout
- Harry van Rijthoven - vader van Marina
- Ella van Drumpt - moeder van Marina
- Pip Pellens - Lies